# سندی کالینز (تنیس‌باز)
 سندی کالینز (انگلیسی: Sandy Collins؛ زاده ۱۳ اکتبر ۱۹۵۸) یک تنیس‌باز اهل ایالات متحده آمریکا است.